# Раймунд Фугер фон Кирхберг-Вайсенхорн
Раймунд Игнац Йохан Непомук Франц Петер Паул Мария Фугер фон Кирхберг-Вайсенхорн (на немски: Raymund Ignaz Friedrich Johann Nepomuk Franz Peter Paul Maria Graf Fugger von Kirchberg und zu Weissenhorn; * 29 юни 1810 в Оберкирхберг; † 5 април 1867 в Аугсбург) е граф на Фугер-Кирхберг-Вайсенхорн.
Той е най-големият син (от общо 12 деца) на граф Йохан Непомук Фридрих Анселм Фугер фон Кирхберг-Вайсенхорн (1787 – 1846) и първата му съпруга фрайин Франциска Каролина Валбурга Мария Анна фон Фрайберг-Айзенберг-Кньоринген (1788 – 1818), дъщеря на фрайхер Франц Игнац Ксавер фон Фрайберг-Айзенберг-Кньоринген (1740 – 1826) и фрайин Мария Катарина фон Хайденхайм (1755 – 1830). Внук е на граф Антон Йозеф Фугер фон Кирхберг-Вайсенхорн (1750 – 1790) и графиня Мария Еуфхемия Валпурга Йозефа Фугер фон Бабенхаузен (1762 – 1835). Баща му Йохан Непомук Фридрих се жени втори път 1819 г. за фрайин Йохана фон Фрайберг (1791 – 1867), по-малката сестра на майка му Франциска фон Фрайберг.
Раймунд Фугер фон Кирхберг-Вайсенхорн умира на 56 години на 5 април 1867 г. в Аугсбург.

## Фамилия
Раймунд Фугер фон Кирхберг-Вайсенхорн се жени на 21 юни 1842 г. в Йотинген за принцеса Берта Йохана Нотгера фон Йотинген-Йотинген и Йотинген-Шпилберг (* 1 август 1818, Йотинген; † 11 септември 1890, Бад Райхенхал), дъщеря на княз Йохан Алойз III фон Йотинген-Йотинген и Йотинген-Шпилберг (1788 – 1855) и княгиня Амалия Августа фон Вреде (1796 –1871). Те имат осем деца:
- Франц Раймунд Йохан Алойз (* 2 август 1843, Оберкирхберг; † 12 септември 1901, Кирхберг), женен (морг.) в Чикаго на 19 ноември 1868 г. за Йохана Елизабетх Емилия Рот (* 2 февруари 1850, Нюрнберг; † 5 декември 1900, Оберкирхберг); имат един син (фрайхер)
- Анна Амалия Валпурга Франциска (* 10 май 1845, Оберкирхберг; † 3 юли 1931, Мюнхен), омъжена в Аугсбург на 3 май 1875 г. за фрайхер Карл Зигмунд Готфрид фон Райценщайн (* 8 ноември 1841, Мюнхен; † 27 ноември 1917, Мюнхен)
- Мария Йохана Еуфемия Нотгера Катарина (* 8 юни 1847, Оберкирхберг; † 22 март 1920, Оберкирхберг)
- Карл Ото Фридрих Раймунд (* 21 октомври 1848, Аугсбург; † 11 август 1938, Пасау), женен за Тереза Шремер (* 3 март 1861; † 28 август 1915, Мюнхен/Кройчоф при Форстенрид)
- Георг Карл Мария Херман Раймунд (* 2 януари 1850, Аугсбург; † 6 януари 1909, Мюнхен), женен на18 януари 1897 г. в Мюнхен за графиня Амалия Мария Анна Кунигунда Казимира Франциска фон Монгелас (* 4 март 1867, Берлин; † 22 март 1936, Мюнхен); имат три сина
- Ида Валбурга София Берта (* 4 юли 1851, Оберкирхберг; † 8 март 1939, Мюнхен)
- Тереза Франциска Елизабет Сибила (* 1 септември 1857, Оберкирхберг/Кирхберг при Улм; † 25 юли 1943, Мюнхен), омъжена в Аугсбург на 29 април 1889 г. за фрайхер Клеменс фон Маухенхайм-Бехтолсхайм (* 15 септември 1852, Мюнхен; † 4 юли 1930, Мюнхен)
- София Анна Алойзия Роза Елизабет (* 23 август 1861, Аугсбург; † 18 септември 1949, Берлин)